# Lac Bourlos

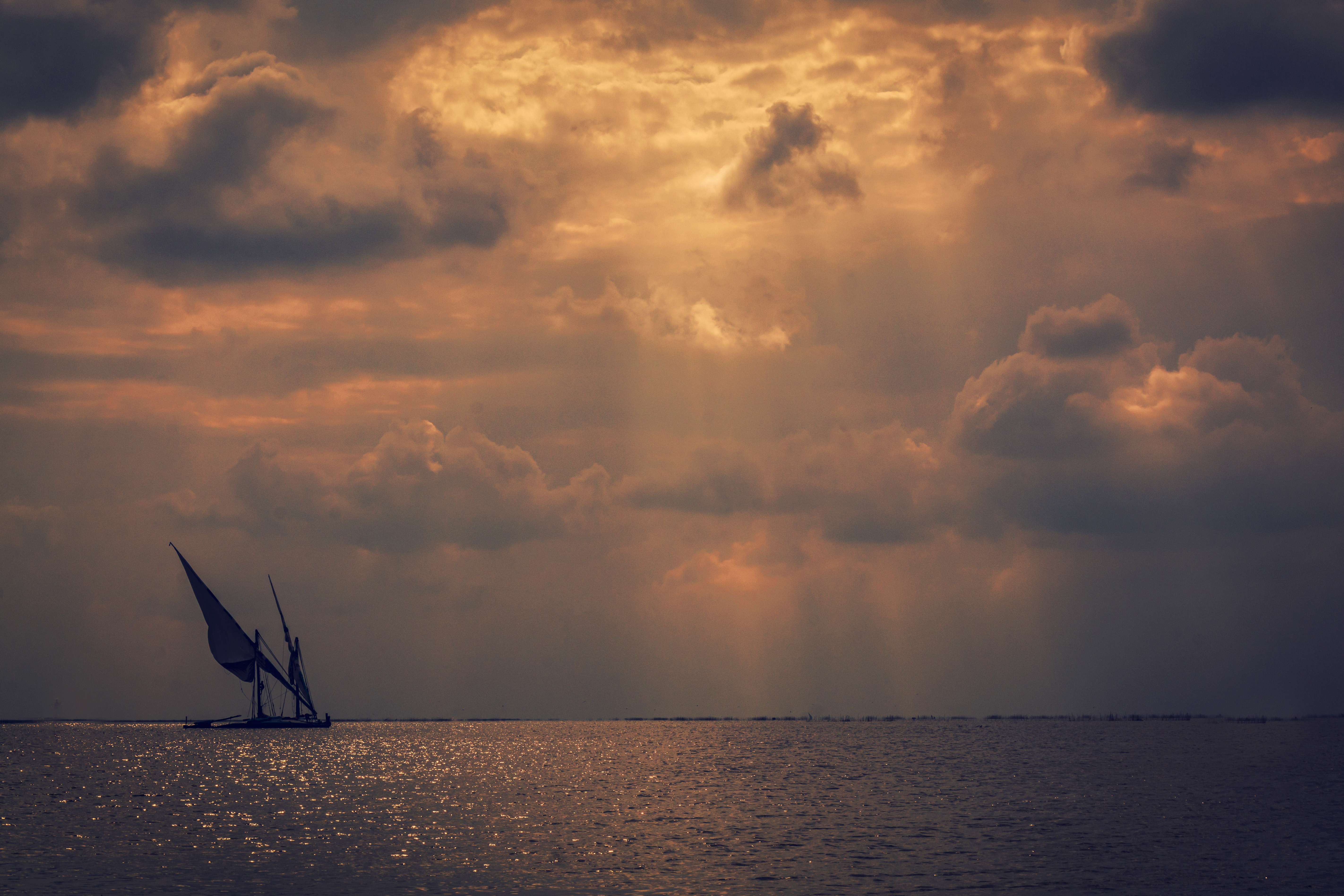
Lac Bourlos. Octobre 2019.

Le lac Bourlos, en arabe بحيرة البرلس, en grec, λίμνη Σεβεννυτική, en latin, Buticus lacus, est un lac de la Basse-Égypte, à l’extrémité la plus septentrionale du Delta, entre les deux branches par lesquelles le Nil se décharge dans la Méditerranée. 
Il a environ cent kilomètres de long sur quarante de large ; il est généralement peu profond et reçoit différents canaux. Une langue de terre d’une faible largeur le sépare de la Méditerranée, avec laquelle il communique à l’est par une étroite ouverture appelée bouche du lac Bourlos, et qui était autrefois nommée bouche sebennytique.
Sur sa rive orientale, se trouvait Pachnamounis (aujourd'hui Al-Kafr Al-Sharqi), une ville importante du nome de Sebennytos (nome du Veau divin) dans l'Égypte antique.
C'est un lac très poissonneux, et marécageux sur plusieurs points.